# 佩莱格里诺-帕尔门塞
佩莱格里诺-帕尔门塞（義大利語：Pellegrino Parmense），是意大利帕尔马省的一个市镇。总面积82平方公里，人口1113人，人口密度13.6人/平方公里（2009年）。ISTAT代码为034028。